# Circulació tancada
En la circulació tancada (típica dels vertebrats, anèl·lids i cefalòpodes) la sang mai no abandona els vasos sanguinis, sinó que l'oxigen i els nutrients travessen les capes dels vasos sanguinis per entrar al líquid intersticial.